# Alexandre Aliabiev
Alexandre Aleksandrovitch Aliabiev (en russe : Александр Александрович Алябьев) né le 15 août 1787 à Tobolsk et décédé le 6 mars 1851 à Moscou, est un compositeur russe.

## Biographie
Issu d'une famille d'ancienne noblesse, fils d'un sénateur, il apprend la musique très jeune. Fin connaisseur des musiques russes orientales et caucasiennes, il compose sept opéras, plus de 200 romances, des ballets, des vaudevilles et de nombreuses mélodies. Sa romance la plus célèbre est Soloveï (Le Rossignol), composée sur un poème d'Anton Delvig. Elle fait l'objet de la leçon de chant de l'acte II du Barbier de Séville de Rossini ainsi que d'une paraphrase de Liszt (Deux mélodies russes S. 250).
Il s'enrôle dans l'armée en 1812 pendant les guerres napoléoniennes, combat en tant qu'officier jusqu'en 1823 et reçoit deux médailles.
Il est arrêté en 1825 après la mort suspecte d'un homme avec lequel il a joué aux cartes pendant toute une nuit, puis exilé en Sibérie en 1828. Libéré en 1843, il réside principalement à Moscou (chez sa femme, boulevard Novinsky) jusqu'à sa mort en 1851.